# 房山栎
房山栎（学名：Quercus ×fangshanensis）为壳斗科栎属下的一个种。

## 扩展阅读
維基物種上的相關：房山栎